# Elena Durán
Elena Durán (* 21. Februar 1949 in Oakland) ist eine amerikanische Flötistin, die über musikalische Genregrenzen hinweg arbeitet.

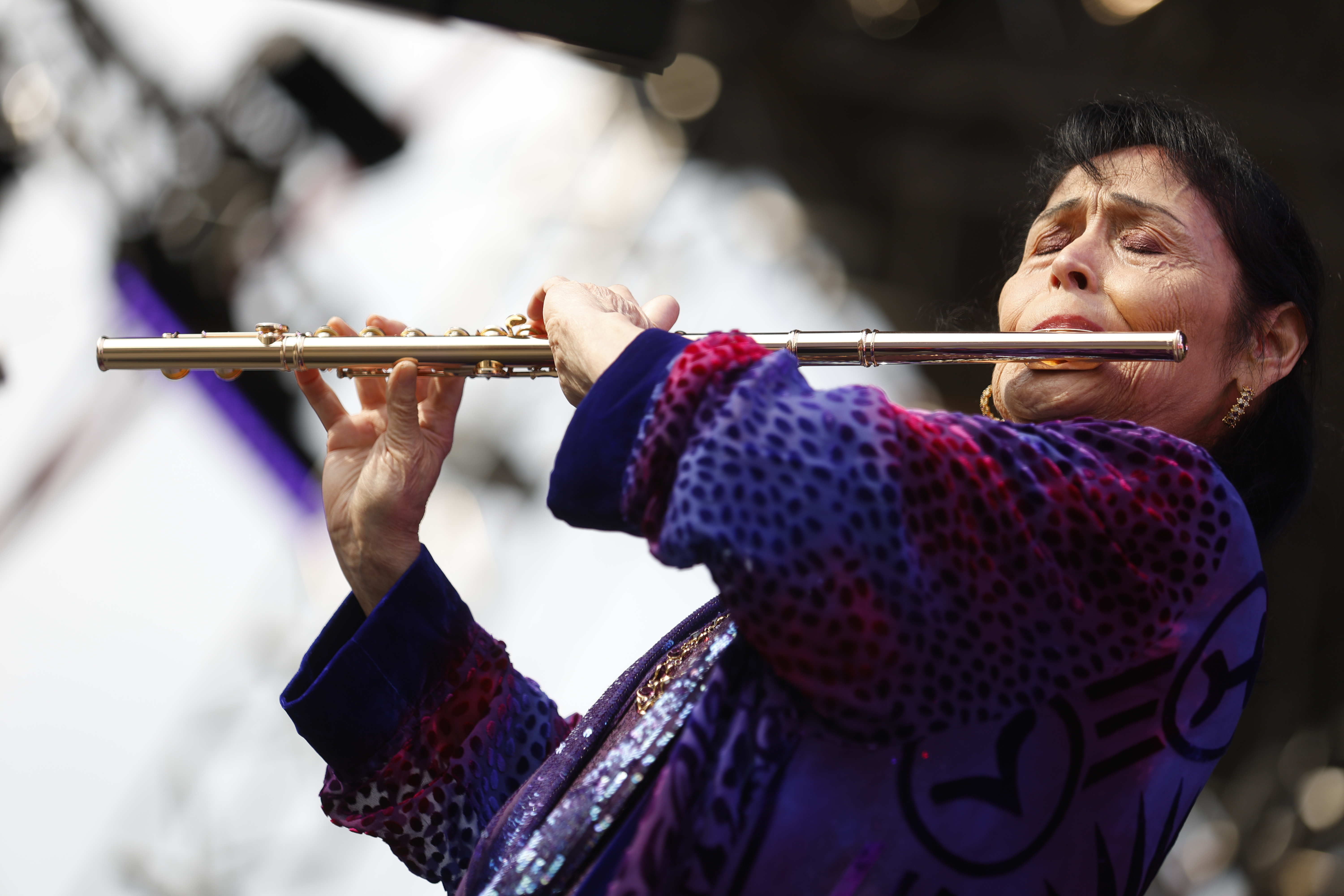
Durán, 2024

## Leben und Wirken
Durán, deren Eltern aus Aguascalientes in Mexiko stammen, studierte am Mills College. Im Alter von nur zwanzig Jahren wurde sie zur Dozentin für Flöte an der Stanford University ernannt. Nach zwei Jahren gab sie ihre Stelle in Stanford auf, um ihre Studien in Europa bei Jean Pierre Rampal, Alain Marion, Aurèle Nicolet und James Galway fortzusetzen. 
In den folgenden Jahren lebte sie in Großbritannien und startete eine Konzertkarriere, die zu Auftritten überall in Europa, dem Fernen Osten, Australasien und Amerika führte. Unter anderem gab sie Konzerte mit dem Royal Philharmonic Orchestra, dem English Chamber Orchestra und dem Orquesta Sinfónica Nacional de México.
Mit der Bournemouth Sinfonietta spielte Durán unter Leitung von Eric Fenby Werke von Frederick Delius auf Schallplatte ein, mit dem Moskauer Virtuosi Kammerorchester Werke von Bach. 1982 wurde sie einem breiteren Publikum bekannt durch ihre Interpretation der Bohemian Rhapsody von Queen mit dem Royal Philharmonic Orchestra, die auch auf Platte veröffentlicht wurde. Mit Stéphane Grappelli entstand 1980 der Brandenburg Boogie; 1991 folgte Bach to the Beatles. Gemeinsam mit dem Laurie Holloway Jazz Trio interpretierte sie 1995 Claude Bollings Suite for Flute and Jazz Piano, nachdem sie bereits 1982 dessen California Suite eingespielt hatte. Nach ihrem Album Latin & Light (1995) entstand mit Józef Olechowski das Album Nostalgia por Mexico (2000), dem ihr Album Mi Mexico lindo (2015) folgte. Mit den Mexican Folk Tunes komponierte sie ein Unterrichtswerk für die Querflöte.
In Mexiko moderierte Durán ihre eigene Radiosendung mit dem Titel La flauta mágica, und in Großbritannien präsentierte sie eine erfolgreiche Radioserie für Classic FM mit dem Titel Music of the Americas. In ihrem Tourneeprogramm Flautas sin fronteras spielte sie 2006 und 2008 auf beiden Seiten der Grenze zwischen den USA und Mexiko.
Durán war zudem die Gründerin und zwanzig Jahre lang die künstlerische Leiterin des Stratford-on-Avon International Flute Festival. Während ihrer gesamten Karriere gab sie Workshops und Meisterklassen.